# Dysoxylum canalense
Dysoxylum canalense là một loài thực vật có hoa trong họ Meliaceae. Loài này được (Baill.) C.DC. mô tả khoa học đầu tiên năm 1878.